# Olheiras

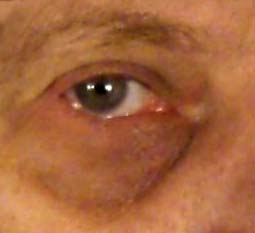
Olheira(s) num homem

As olheiras são o aspecto criado pela concentração anormal de vasos sanguíneos ou melanina sob a pálpebra inferior, o que resulta num tom escurecido abaixo da região ocular.

## Causas
Existem cinco causas possíveis para a existência de olheiras numa pessoa:
- Hereditariedade
- Sono
- Cansaço
- Tensão pré-menstrual
- Alergia

## Tratamento
Em geral, o tratamento para olheiras é feito com cremes de vitamina K, compressas geladas, laser de Krypton, ou maquiagem/maquilhagem.